# Blacus hadrolophus
Blacus hadrolophus är en stekelart som beskrevs av Van Achterberg 1988. Blacus hadrolophus ingår i släktet Blacus och familjen bracksteklar. Inga underarter finns listade.